# Lepas hilli
Lepas hilli is een eendenmosselensoort uit de familie van de Lepadidae. De wetenschappelijke naam van de soort is voor het eerst geldig gepubliceerd in 1818 door Leach.